# 16-та армія (СРСР)
Шістна́дцята а́рмія (16 А) — оперативне об'єднання сухопутних військ радянських військ, загальновійськова армія у складі Збройних сил СРСР з липня 1940 по 1 жовтня 1945 року.

## Командування
- Командувачі:
  - генерал-лейтенант Лукін М. Ф. (липень 1940 — 8 серпня 1941)
  - генерал-майор, з вересня 1941 генерал-лейтенант Рокоссовський К. К. (10 серпня 1941 — липень 1942)
  - генерал-лейтенант Баграмян І. Х. (липень 1942 — квітень 1943)
  - генерал-майор Дубков М. Г. (липень — вересень 1943)
  - генерал-майор, з вересня 1945 — генерал-лейтенант Черемисов Л. Г. (вересень 1943 — 1 жовтня 1945)